# Euphorbia gaudichaudii
Euphorbia gaudichaudii är en törelväxtart som beskrevs av Pierre Edmond Boissier. Euphorbia gaudichaudii ingår i släktet törlar, och familjen törelväxter. Inga underarter finns listade i Catalogue of Life.